# Río Lanjarón
El río Lanjarón es un río del sur de la península ibérica perteneciente a la cuenca mediterránea andaluza que discurre en su totalidad por la comarca de la Alpujarra Granadina. 

## Curso
El río Lanjarón nace en Sierra Nevada, concretamente en una cuenca glaciar ubicada entre los Tajos del Nevero y el Tosal del Cartujo (3.152 m), recogiendo aguas de distintos manantiales así como de la laguna de Lanjarón. La cabecera del Lanjarón recibe aportes de diversos nacimientos procedentes de Tajos Altos, Cerro del Caballo (3.011 m), Tajo de los Machos (3.086 m) y Cerrillo Redondo (2.912 m). Realiza un recorrido de unos 21 km en dirección nordeste-suroeste hasta su desembocadura en el río Dúrcal a la altura del embalse de Rules, a poca distancia de donde se producía la desembocadura del Dúrcal en el río Guadalfeo, actualmente anegada por dicho embalse.

## Cuenca
La cuenca del río Lanajarón abarca una superficie de unos 54 km² y junto con las cuencas de los ríos Chico, Poqueira y Trevélez se enmarca dentro de la denominada Alpujarra húmeda, región que se caracterizada por la regularidad en los caudales de sus ríos.
El Lanjarón conserva un sistema de acequias compuesto por la Acequia  Alta (acequia de careo) y más de 20 acequias de riego que juegan  un papel importante para la regulación del ciclo hidrológico y para el mantenimiento de castañares. A finales del siglo XIX, el cultivo del castaño ocupaba casi la totalidad de las dos vertientes del río entre los 900 y 1500 m de altitud formando parte de un modo de subsistencia profundamente ligado a la red de acequias.
Junto a los castañares también son característicos los bosques de repoblación forestal, que forman parte de la banda de masas arboladas de coníferas que rodean casi en su totalidad el macizo de Sierra Nevada por debajo de los 2.500 m. Las primeras obras de reforestación en Sierra Nevada se llevaron a cabo a partir de 1929 en la cuenca del río Lanjarón  y de los ríos Sucio y Chico.